# Rhampsinitus lawrencei
Rhampsinitus lawrencei is een hooiwagen uit de familie echte hooiwagens (Phalangiidae).